# Напад на полицијску караулу у селу Гошинце
Напад на караулу Гошинце се догодио 21. априла 2015. године у 4 сата, када је група око 40 нападача у униформама некадашње Ослободилачке националне армије и Ослободилачке војске Косова напала и заузела станицу (караулу) Македонске граничне полиције на граници са Косовом и Метохијом. Нападачи су заробили 4 полицајца, а потом преко тумача оставили поруку којом изражавају сопствено одбацивање Охридског споразума којим је 2001. окончан албанско-македонски сукоб, односно траже стварање независне државе за македонске Албанце. У делу македонске јавности се, пак, појавила теза да је реч о операцији под лажном заставом иза које стоји влада Николе Груевског и чији је циљ да скрене пажњу с великог корупционашког скандала и њиме подстакнутих масовних протеста на улицама Скопља.
9. маја је у Куманову дошло до новог сукоба полиције и милитаната у којем су забележене бројне људске жртве.